# Mistrzostwa Świata w Piłce Nożnej 1950 (składy)
Składy finalistów IV Mistrzostw Świata w Piłce Nożnej w 1950 rozgrywanych w Brazylii.
 Anglia
Trener: Walter Winterbottom
John Aston, Eddie Baily, Roy Bentley, Henry Cockburn, Jimmy Dickinson, Ted Ditchburn, Bill Eckersley, Tom Finney, Laurie Hughes, Wilf Mannion, Stanley Matthews, Jackie Milburn, Stan Mortensen, Jimmy Mullen, Bill Nicholson, Alf Ramsey, Laurie Scott, Jim Taylor, Willie Watson, Bert Williams, Billy Wright
 Boliwia
Trener: Mario Pretto
Alberto Acha, Celestino Algarañaz, Alberto Aparicio, Duberto Aráoz, Vicente Arraya, Juan Arricio, Víctor Brown, José Bustamante, René Cabrera, Roberto Caparelli, Leonardo Ferrel, Benedicto Godoy, Antonio Grecco, Juan Guerra, Benigno Gutiérrez, Eduardo Gutiérrez, Benjamín Maldonado, Mario Mena, Humberto Saavedra, Eulogio Sandoval, Víctor Ugarte, Antonio Valencia
 Brazylia
Trener: Flávio Costa
Adãozinho, Ademir, Alfredo, Augusto, Baltazar, Moacir Barbosa, Bauer, Bigode, Castilho, Chico, Danilo, Ely, Friaça, Jair, Juvenal, Maneca, Nena, Noronha, Francisco Rodrigues, Rui, Nílton Santos, Zizinho
 Chile
Trener: Arturo Bucciardi
Manuel Álvarez, Miguel Busquets, Fernando Campos, Hernán Carvallo, Atilio Cremaschi, Guillermo Díaz, Arturo Farías, Miguel Flores, Carlos Ibáñez, Raymundo Infante, Sergio Livingstone, Manuel Machuca, Luis Mayanés, Manuel Muñoz, Andrés Prieto, René Quitral, Fernando Riera, Jorge Robledo, Carlos Rojas, Fernando Roldán, Osvaldo Sáez, Francisco Urroz
 Hiszpania
Trener: Guillermo Eizaguirre
Juan Acuña, Gabriel Alonso, Vicente Asensi, Francisco Antúnez, Estanislao Basora, César, Josep Gonzalvo, Mariano Gonzalvo, Rosendo Hernández, Silvestre Igoa, Ignacio Eizaguirre, José Juncosa, Rafael Lesmes, Luis Molowny, Nando, José Panizo, José Parra, Piru, Antonio Puchades, Antonio Ramallets, Alfonso Silva, Telmo Zarra
 Jugosławia
Trener: Milorad Arsenijević
Aleksandar Atanacković, Vladimir Beara, Stjepan Bobek, Božo Broketa, Željko Čajkovski, Zlatko Čajkovski, Ratko Čolić, Predrag Đajić, Vladimir Firm, Ivan Horvat, Miodrag Jovanović, Ervin Katnić, Prvoslav Mihajlović, Rajko Mitić, Srđan Mrkušić, Tihomir Ognjanov, Béla Pálfi, Ivo Radovniković, Branko Stanković, Kosta Tomašević, Bernard Vukas, Siniša Zlatković
 Meksyk
Trener: Octavio Vial
José Borbolla, Antonio Carbajal, Horacio Casarín, Raúl Córdoba, Samuel Cuburu, Antonio Flores, Gregorio Gomez, Carlos Guevara, Manuel Gutiérrez, Francisco Hernández, Alfonso Montemayor, José Naranjo, Leonardo Navarro, Mario Ochoa, Héctor Ortiz, Mario Pérez, Max Prieto, José Antonio Roca, Rodrigo Ruiz, Carlos Septién, José Velázquez, Felipe Zetter
 Paragwaj
Trener: Fleitas Solich
Enrique Avalos, Marcial Ávalos, Melanio Báez, Ángel Berni, Antonio Cabrera, Lorenzo Calonga, Juan Cañete, Castor Cantero, Pablo Centurión, Casiano Céspedes, Manuel Gavilán, Alberto González, Armando González, Victoriano Leguizamón, Atilio López, César López Fretes, Hilarión Osorio, Elioro Paredes, Darío Jara Saguier, Francisco Sosa, Leongino Unzain, Marcelino Vargas
 Szwajcaria
Trener: Franco Andreoli
Charles Antenen, René Bader, Walter Beerli, Alfred Bickel, Roger Bocquet, Eugen Corrodi, Olivier Eggimann, Jacques Fatton, Hans-Peter Friedländer, Rudolf Gyger, Adolphe Hug, Willy Kernen, Gerhard Lusenti, André Neury, Roger Quinche, Kurt Rey, Walter Schneiter, Hans Siegenthaler, Felice Soldini, Willi Steffen, Georges Stuber, Jean Tamini
 Szwecja
Trener: George Raynor
Olle Åhlund, Sune Andersson, Bengt Berndtsson, Ivan Bodin, Ingvar Gärd, Hasse Jeppson, Gunnar Johansson, Sven Jonasson, Torsten Lindberg, Bror Mellberg, Erik Nilsson, Stellan Nilsson, Knut Nordahl, Karl-Erik Palmér, Ingvar Rydell, Lennart Samuelsson, Lennart Skoglund, Stig Sundqvist, Kalle Svensson, Kurt Svensson, Tore Svensson, Börje Tapper
 Urugwaj
Trener: Juan López Fontana
Víctor Andrade, Julio César Britos, Juan Burgueño, Schubert Gambetta, Alcides Ghiggia, Juan Carlos González, Matías González, William Martínez, Roque Máspoli, Óscar Míguez, Rubén Morán, Washington Ortuño, Aníbal Paz, Julio Pérez, Rodolfo Pini, Luis Alberto Rijo, Carlos Romero, Juan Schiaffino, Eusebio Tejera, Obdulio Varela, Ernesto Vidal, Héctor Vilches
 USA
Trener: William Jeffrey
Bob Annis, Walter Bahr, Frank Borghi, Charlie Colombo, Geoff Coombes, Robert Craddock, Nicholas DiOrio, Joe Gaetjens, Gino Gard, Harry Keough, Joe Maca, Ed McIlvenny, Bernard McLaughlin, Frank Moniz, Gino Pariani, Ed Souza, John Souza, Frank Wallace, Adam Wolanin
 Włochy
Trener: Ferruccio Novo
Amedeo Amadei, Carlo Annovazzi, Ivano Blason, Giampiero Boniperti, Aldo Campatelli, Gino Cappello, Emilio Caprile, Riccardo Carapellese, Giuseppe Casari, Osvaldo Fattori, Zeffiro Furiassi, Attilio Giovannini, Benito Lorenzi, Augusto Magli, Giacomo Mari, Giuseppe Moro, Ermes Muccinelli, Egisto Pandolfini, Carlo Parola, Leandro Remondini, Lucidio Sentimenti, Omero Tognon